# 畠山美和子
畠山 美和子（はたけやま みわこ、10月28日 - ）は、日本の女性声優、ナレーター。東京都出身。シグマ・セブン所属。

## 出演

### ナレーション
- NHK教育
  - 自然観察入門
- 日本テレビ
  - きょうの出来事
  - フライデーナイトはお願い!モーニング
  - ぐるナイ
- フジテレビ
  - キク!みる!
  - F2スマイル
  - スイーツSweets
  - スーパーニュース
- テレビ朝日
  - やじうまプラス(水・木・金)
  - スーパーモーニング(水・木・金)
  - スーパーJチャンネル
- テレビ東京
  - ワンにゃフルライフ
  - ポチたま
  - おもしろペット大集合
  - ジャングルJUNGLE
  - 遊惑星グレート
  - じゃま式ランキング
- TOKYO MX
  - CMインデックス
- テレビ神奈川
  - 小学校3年生・社会科
- BS-i
  - おすとワールド
- LF
  - 東本願寺の時間
- bayfm
  - シティポケット
- FM富士
  - スチューデンツアワーCDコレクション

### OVA
- 最後のドアを閉めろ!（玲美）

### ゲーム
- 家族計画（高屋敷真純）
- ブレイブナイト 〜リーヴェラント英雄伝〜（シャル＝サファール）